# Исторический диспут (Германия)
Исторический диспут (нем. Historikerstreit, «спор историков») — научная и публичная дискуссия в конце 1980-х годов (1986—1987) в Западной Германии о нацистском периоде истории и в особенности об исключительности масштабов нацистских преступлений, прежде всего, являлся ли Холокост уникальным явлением, и какую роль он должен играть в осмыслении истории Германии и формировании идентичности современных немцев.
Дискуссия началась после статьи историка, известного специалиста по фашизму Эрнста Нольте в июне 1986 года, в которой Холокост был представлен как реакция нацистов на предшествующие по времени сталинские репрессии в Советском Союзе. Социолог Юрген Хабермас подверг критике эти и другие близкие заявления западногерманских историков как ревизионистские, призванные обновить немецкое национальное сознание путём избавления от «деморализованного прошлого». Сторона Хабермаса считала, что Холокост является беспрецедентным, ни с чем не сравнимым явлением, а любые попытки релятивизировать немецкую ответственность за этот геноцид следует осудить.
Дискуссия нашла отражение в большом числе публикаций. Консервативное направление продвигало идею «подведения черты под нацистским прошлым», «выхода из тени Гитлера». «Спор» стал реакцией правой среды на покаянную позицию политического руководства Западной Германии. Диспут принципиально повлиял на дальнейшее изучение национал-социализма, в особенности после объединения Германии. Позиция Хабермаса утвердилась в историографии на длительное время. В немецкой, и в целом европейской культуре памяти Холокост считается уникальным событием. С этой точки зрения совершать геноцид или покушаться на его совершение способны лишь диктаторские режимы. В 2020‒2021 годах в Германии началась активная дискуссия, которая вскоре получила название Historikerstreit 2.0.

## Предыстория
Немецкое студенческое движение 1960-х годов стояло за примирение с нацистским прошлым. В западногерманской исторической науке исследования нацизма активизировались примерно с 1965 года, но не сформировали собственной всесторонней позиции о Холокосте до 1986 года.
Примерно с 1973 года в среде немецких историков начинается фундаментальная дискуссия об исторической методологии, затронувшая ряд периодов немецкой истории. Старшее поколение, включая Андреаса Хиллгрубера и Клауса Хильдебранда, традиционно фокусировалось на ведущих политиках, их идеях и возможностях. Более молодые историки, такие как Ханс Моммзен, Вольфганг Моммзен и Ханс-Ульрих Велер, позже поддержавшие Хабермаса в Historikerstreit, придерживались социального подхода, ориентированного на изучение общественных структур и конфликтов интересов.
Примерно с 1979 года некоторые учёные леволиберального спектра обратили внимание на консервативные изменения научного и общественного дискурса об эпохе нацизма. В то время Юрген Хабермас описал «новых правых», которые почти стратегически планировали вернуть себе право давать определения. Ханс и Вольфганг Моммзены, а также Ханс-Ульрих Велер также видели подобные тенденции в исследованиях нацизма. Многие считали «духовно-нравственный поворот», о котором канцлер Гельмут Коль заявил в 1982 году, признаком усиления тенденции к замалчиванию историко-политических дебатов об эпохе нацизма. Либеральные историки отвергали инициативу Коля о создании Немецкого исторического музея в Западном Берлине и состав учредительной комиссии, включая Михаэля Штюрмера, как попытки закрепить политическими методами консервативный, национальный взгляд на историю. Планы правительства Коля построить два здания исторических музеев в Бонне и Берлине с точки зрения леволиберальных кругов были попыткой реализации заявленного «переворота», к которому консервативные интеллектуалы призывали с середины 1970-х годов.

## Содержание
В немецкой историографии период 1985—1995 годов отмечен «историзацией» нацизма, инициированной Мартином Бросцатом, одним из ведущих западногерманских историков, в статье 1985 года. Бросцат предлагал всестороннее исследование исторических и социальных условий нацизма и его места в общей истории Германии, при этом дистанцируясь от политически мотивированных попыток релятивизировать преступления нацистов. Смыслом «историзации» называлось формирование многомерной картины нацистского периода. Бросцат выступал за включение Третьего рейха в более крупные тенденции немецкой национальной и социальной истории XX века. В то же время идея «историзации» нацизма использовалась некоторыми историками и публицистами с целью релятивизировать нацистские преступления, в том числе в рамках «спора историков». Диспут поставил вопрос о причинах актов массового геноцида в XX веке и сравнимости преступлений против человечества, имевшим не только расовые, но и классовые мотивы.
Вслед за Бросцатом Нольте поместил Холокост в универсальный исторический контекст вместе со сталинским террором. Само формирование фашизма и исключительность нацистских преступлений Нольте связывал с возникновением в Европе большевизма и преступлениями, совершёнными сталинским режимом: «Гулаг был первичен, а Освенцим — вторичен». По его мнению, «не только немцы имели тяжёлое прошлое». «Каждый большой народ имел свой Освенцим», — повторяла его тезисы газета Die Zeit в 1986 году. Преуменьшение тяжести нацистских преступлений получило поддержку консервативных деятелей.
Философ Юрген Хабермас в той же газете Die Zeit, писал, что видные современные западногерманские историки, включая Нольте, отражают в своих трудах апологетические тенденции в отношении национал-социализма. Критике со стороны Хабермаса подверглись также историки Андреас Хилльгрубер, Клаус Хильдебранд и Михаэль Штюрмер как представители «ревизионистского» взгляда на историю. Хабермас считал, что его оппоненты оспаривают уникальность Холокоста и ставят под сомнение историко-политический консенсус (историческую политику) ФРГ. Поводом для Хабермаса послужили опасения, что действуя на фоне «интеллектуально-нравственного поворота», к которому призывал канцлер Гельмут Коль в начале 1980-х годов, упомянутые историки стремятся релятивизировать Холокост в историографическом плане и пропагандировать новый национально-консервативный взгляд на историю Германии. Критикуемые авторы отвергли обвинения, выпустив ряд статей и направив письма в редакцию, в свою очередь, обвинив Хабермаса в тенденциозном отношении к их позиции и неточном цитировании.
Если Нольте уже представлял крайнюю позицию в западногерманской исторической науке, которую он ещё более радикализировал в ходе диспута, то другие историки, подвергшиеся критике со стороны Хабермаса, не предлагали сопоставимых с Нольте тезисов. В частности, Хилльгрубер в предыдущие годы проводил исследования по внешней политике нацистов, которые, напротив, акцентировали внимание на разрушительном характере действий Германии. По этой причине критика Хабермаса была направлены лишь против отдельных вводящих в заблуждение формулировок в работах Хилльгрубера и Хильдебранда, а в случае Штюрмера — против статей, посвящённых общей историко-культурной ситуации. Тем не менее, подвергшиеся критике выразили солидарность в своих ответах Хабермасу и тем самым невольно подтвердили образ общего историко-культурного проекта.
В ходе общественной полемики, которая быстро распространилась по тематическим разделам крупных газетных изданий, в 1980-х годах в общественно-интеллектуальном спектре Западной Германии сформировались два лагеря. С одной стороны были те, кто хотел подвергнуть социально-либеральный дух 1970-х годов консервативному пересмотру. На другой стороне были стремившиеся стабилизировать леволиберальный консенсус и усилить признание уникальности Холокоста до уровня опорной точки западногерманской идентичности.
В ходе диспута его участники применяли преимущественно не научную аргументацию, а обменивались краткими или пространными словесными ударами. Тем не менее, на передний план вышли проблемы дополнительного изучения массовых преступлений нацистской Германии, их причин и последствий. Диспут заново поставил вопрос сравнения сталинизма и нацизма и научной значимости теоретического понятия тоталитаризма. В целом «наступление консерваторов было остановлено», поскольку большая часть западногерманских историков и публицистов не приняла ревизию сложившейся оценки нацизма и косвенно благодаря близкой позиции официальных кругов Западной Германии. Диспут привлёк много внимания за пределами ФРГ и стал последним крупным противоречием в политике памяти Западной Германии. По мнению Клауса Гроссе Крахта, историческая поляризация, стечение политических обстоятельств и ведение данной дискуссии в средствах массовой информации стали основными причинами формирования лагерей в Historikerstreit, полемических преувеличений и отсутствия единой позиции в трудах позднейших историков.
В ходе «спора историков» Хабермас и его сторонники смогли утвердить представление о Geschitspolitik (исторической политике) как о сугубо негативном понятии, что отразило представление о памятовании как о сфере, в которой ведущую роль должно играть гражданское общество, а не политики.
Диспут историков ФРГ привлёк внимание видных представителей историографии ГДР Курта Госсвайлера и Курта Петцольда, утверждавших, что преступный характер нацизма основывается на его «империалистической сути». Эти авторы подвергли критике возрождение существовавших ранее «реакционных» взглядов, согласно которым нацизм был народным движением, как и возрождение представлений о превентивном характере войны Германии против СССР.
Как стало известно в 2020 году из очерка в Ежеквартальном журнале новейшей истории, историк Министерства госбезопасности ГДР в звании майора Йорг Вильен в конце 1988 года выполнил анализ исторического диспута. В нём он призвал к бдительности против исторического ревизионизма и к резкому опровержению различных упоминаний о сталинских преступлениях. Все это он рассматривал как «пропаганду вымышленных злодеяний» и антикоммунистическое подстрекательство. Тот факт, что «правоконсервативные мыслители» не смогли утвердиться, Вильен объяснил «наступлением мирной политики социалистического содружества государств», по его мнению, мировой социализм становится всё более влиятельным.
Другие историки Восточного блока также внесли свой вклад в этот дискурс. Некоторые их работы были опубликованы в 1989 году в тематическом сборнике OsteuropaForums «Диспут немецких историков с точки зрения Центральной Европы».

## Восприятие
В Германии не сложилось единого мнения относительно исхода диспута и того, как следует оценивать сам спор. В 1993 году политолог Мартин Грайффенхаген высказал сомнение, что «такие интеллектуальные битвы каким-либо образом влияют на формирование исторического сознания, которое должно иметь глубокие корни». Если Historikerstreit и имел какой-либо общественный резонанс, то он заключался в усилении позиций ультраправых. Немецкий историк Ханс Моммзен в 1999 году, в своей оценке диспута писал, что «в ситуации тех лет сравнение нацизма с коммунизмом имело целью поддержку тех, кто мечтал о возвращении ко временам холодной войны». Диспут среди других факторов повлиял на изменение негативного или нейтрального отношения к теории тоталитаризма на положительное с середины 1980-х годов. Диспут стимулировал исследовать нацизм в отношении структуры его господства и подтолкнул учёных к более широкому изучению вопросов расизма, геноцида, Холокоста. Немецкие исследователи активизировали изучение других категорий жертв нацистского режима, включая цыган, сексуальные меньшинства, «неполноценных больных», граждан, угнанных для работы, советских военнопленных.
В 2002 году Хеннинг Кёлер писал, что в историческом диспуте прочно утвердился тезис об уникальности нацистских преступлений и их всеобъемлющем значении для немецкой истории в смысле «интернализации разделения»: «Освенцим приобрел значение единственного преступления века, за которое немцы получили справедливое наказание в виде раздела своего государства».
Ханс-Ульрих Велер в 2008 году заявил, что противники Нольте, Штюрмера и Хиллгрубера одержали верх в балансе и оценил это положительно: «Самокритическая позиция, с которым отстаивалась с трудом созданная политическая культура Федеративной Республики», была расширена в результате этого диспута. «В целом это укрепило готовность защищать социально-политическую систему Федеративной Республики от будущих вызовов».
Историк Вольфганг Випперманн резюмировал в 2006 году: «Причинно-следственная связь была отвергнута подавляющим большинством участников дискуссии, часто на том основании, что вина и ответственность Германии были бы релятивизированы, если представить немецкие преступления всего лишь своего рода самообороной».
Историк Клаус Гроссе Крахт отрицает, что исторический диспут, который вёлся в полемическом духе и с привлечением внимания средств массовой информации, привёл к эмпирическим или аналитико-рефлексивным результатам. По его мнению, это был конфликт внутри определённого поколения историков, которые больше не были в состоянии согласовать различные подходы в рамках своей дисциплины, «возможно, ещё и потому, что в их собственных биографиях опыт национал-социалистической эпохи наложился на модели карьеры в Федеративной Республике». По мнению Крахта, Хабермас вышел далеко за рамки научной оценки нацистского прошлого и стал поздним выразителем политико-интеллектуальных конфликтных линий, уже кристаллизовавшихся с середины 1970-х годов.
В 2011 году историк Эгон Флайг возобновил обвинения Хабермаса в том, что тот фальсифицировал цитаты, драматизировал позиции оппонентов и вырывал их из контекста, не зная их теоретических предпосылок. Эти «трюки», которые используются для «люмпен-журналистики», намеренно обострили дебаты, в которых Хабермас стал моральным инквизитором. Такой подход, по утверждению Флайга, усилил господство «морального террора» «пагубной политкорректности». Генрих-Август Винклер и Миха Брумлик отвергли позицию Флайга как полемическую.
По мнению Филиппа Стельцеля, «американские историки были единодушны в своём несогласии с апологетикой Эрнста Нольте относительно уникальности национал-социализма и Холокоста». В 2011 году историк Тимоти Снайдер подверг критике обе стороны: «В Historikerstreit все были неправы. Тогда Юрген Хабермас определил рамки, в которых должна была проходить дискуссия. Таким образом, существовала идеологическая цензура в сочетании с относительно небольшими фактическими знаниями. С тех пор в Германии произошёл невероятный прогресс с точки зрения увеличения знаний о том времени. Благодаря продолжению работы над этой темой Холокост стал, с одной стороны, восприниматься ещё хуже, а с другой — более правдоподобным фактом. Считать его метафизически уникальным — значит исключить его из истории».
По мнению ирландской исследовательницы Лии Дэвид (2020), «спор историков» в Германии в 1986‒1987 годов стал одним из важных триггеров в процессе создания концепции «морального памятования» («moral remembering»).
За диспутом немецких историков последовали аналогичные споры в других странах. В Historisk Tidsskrift историк Ойстейн Соренсен поставил вопрос о связи между историографией и национальной идентичностью в Норвегии. Основная цель заключалась в том, чтобы сузить норвежскую историографию до движения сопротивления, присвоив при этом его моральную оценку. Нильс Йохан Рингдал также раскритиковал норвежскую историографию после Магне Скодвина, не освободившуюся от перспективы сопротивления. Ханс Фредрик Даль призывал к более нейтральному взгляду на идеологию и мотивы норвежского «Национального единения», которое следует рассматривать не как предателей, а как революционеров. Эта позиция подверглась критике со стороны Арнфинна Моланда, который связывает моральную оценку в историографии с норвежскими национальными интересами.
В новейший период темы колониализма и памяти о Холокосте пришли к резонансу. В 2020‒2021 годах в Германии началась активная дискуссия, вскоре получившая название Historikerstreit 2.0. В мае 2021 года австралийский исследователь геноцида Дирк Мозес своей статьёй «Катехизис немцев» начал «второй исторический диспут», в котором основное внимание уделялось немецкой культуре памяти и взаимосвязи между Холокостом и массовыми преступлениями, совершёнными в германских колониях. В начале 2020-х годов дискуссии вокруг этого вопроса обострились, в особенности в Германии, где предпринимаются характерные для немецкой мемориальной культуры попытки жёсткого «дисциплинирования» отвергающих консенсус. Ведущими университетскими издательствами издаётся большое количество литературы, в которой немецкая политика памяти, недавно рассматриваемая как образец для подражания, описывается в качестве тщательно закамуфлированного расизма и притворства. Прежний консенсус о Холокосте как ключевом и несопоставимом преступлении XX века преодолён даже в странах ЕС.